# Bombardamento di Manama
Il bombardamento di Manama si svolse nelle prime ore del 19 ottobre 1940, nell'ambito dei più vasti eventi del teatro del Medio Oriente della seconda guerra mondiale.
Quattro aerei da trasporto a lungo raggio Savoia-Marchetti S.M.82 della Regia Aeronautica italiana, attrezzati come bombardieri, decollarono la sera del 18 ottobre 1940 da Rodi per dirigere verso est alla volta delle infrastrutture petrolifere di Manama nel Bahrein, all'epoca un protettorato del Regno Unito. Dopo un difficile volo notturno sopra il deserto, tre velivoli riuscirono ad attaccare il loro bersaglio nelle prime ore del 19 ottobre mentre un quarto S.M.82, rimasto separato dalla formazione, sganciò per errore i suoi ordigni sulla città di Dhahran nella neutrale Arabia Saudita. Il bombardamento colse completamente di sorpresa le difese britanniche, ma vi è incertezza sui danni causati e in generale l'attacco non compromise più di tanto la produzione petrolifera della regione.
Senza essere stati minimamente contrastati, gli aerei italiani completarono il volo atterrando indisturbati la mattina del 19 ottobre a Zula nell'Africa Orientale Italiana; con 4 100 km (2 214 nmi) percorsi, la missione fu il raid aereo avente ad oggetto un bombardamento a più lunga distanza condotto dall'Aeronautica italiana nella guerra. I velivoli tornarono poi in Italia, a Ciampino, compiendo strada facendo altri bombardamenti contro installazioni britanniche in Africa.

## Antefatti
Dopo l'entrata dell'Italia nella seconda guerra mondiale il 10 giugno 1940, la Regia Aeronautica aveva dato avvio, a partire dalle basi nel Dodecaneso, a una campagna di attacchi aerei alle infrastrutture petrolifere del Regno Unito in Medio Oriente. Tra il luglio e il settembre 1940 i bombardieri italiani attaccarono quindi più volte obiettivi nel Mandato britannico della Palestina, colpendo duramente in particolare la raffineria e i depositi di carburante di Haifa nonché, il 9 settembre, il porto e l'abitato di Tel Aviv.
All'inizio dell'ottobre 1940, constatato che gli attacchi avevano reso inattivi gli impianti petroliferi di Haifa, il comando supremo della Regia Aeronautica (Superaereo) propose di estendere la campagna di bombardamenti andando a colpire nel Golfo Persico le raffinerie della Bahrain Petroleum Company di Manama, nell'allora protettorato britannico del Bahrein. La missione si presentava come una difficile impresa aeronautica, visto che Manama distava circa 2.500 chilometri dalle più vicine basi italiane nel Dodecaneso, ma attrasse l'attenzione di Ettore Muti, segretario del Partito Nazionale Fascista ma all'epoca in forza alla Regia Aeronautica con il grado di tenente colonnello e posto al comando del XLI Gruppo da bombardamento del 12º Stormo di base all'aeroporto di Gadurrà a Rodi. Muti incaricò il capitano Paolo Moci, ufficiale del 12º Stormo già pilota collaudatore per il Centro sperimentale di Guidonia della Regia Aeronautica, di studiare la fattibilità della missione. Moci escluse la possibilità di portare a termine il raid con i bombardieri Savoia-Marchetti S.M.79 in forza al XLI Gruppo, ma dopo uno studio condotto con il colonnello ingegnere Torre del centro di Guidonia ritenne la missione fattibile impiegando come bombardieri gli aerei da trasporto Savoia-Marchetti S.M.82.
Portato in volo la prima volta il 30 ottobre 1939, lo S.M.82 era un velivolo a lunga autonomia inizialmente destinato al trasporto di carichi pesanti e truppe sulle lunghe distanze, frequentemente impegnato fin dai primi giorni di guerra per mantenere i collegamenti tra l'Italia e le sue colonie in Africa; dopo l'entrata in guerra il velivolo fu rapidamente destinato anche al ruolo di bombardiere a lungo raggio, conducendo alcune missioni di attacco su Malta e Gibilterra. Moci ritenne che, con un carico di carburante extra e facendo ritorno dopo il raid non a Rodi ma alla più vicina base di Massaua (poi Aeroporto Internazionale di Massaua) nell'Africa Orientale Italiana, i velivoli avrebbero avuto l'autonomia necessaria a compiere l'intero lungo volo anche se con un margine piuttosto ristretto. La presenza di venti contrari per gran parte del tragitto, in particolare, avrebbe potuto compromettere l'arrivo a Massaua, stante la bassa velocità che i velivoli potevano sviluppare con un sovraccarico di tre tonnellate dato dal carburante aggiuntivo; solo dopo che il servizio meteorologico ebbe predetto per la metà di ottobre venti favorevoli o assenza di venti sulla rotta prestabilita Moci ritenne che la missione potesse avere luogo. La partecipazione di Muti, segretario del partito, a una missione così pericolosa portò il capo di stato maggiore dell'aeronautica generale Francesco Pricolo ad avanzare dubbi e ripensamenti, non volendo che il gerarca corresse simili rischi; alla fine la questione fu risolta da Mussolini, che autorizzò tanto il raid quanto la partecipazione di Muti a esso.
Il centro sperimentale di Guidonia prese in carico quattro S.M.82 e li dotò di serbatoi di carburante supplementari; un quinto S.M.82 fu dotato di un radiogoniometro e distaccato a Massaua per fungere da velivolo di soccorso nel caso uno o più degli apparecchi fossero precipitati nel Deserto Arabico durante il volo di rientro. Quattro equipaggi del XLI Gruppo rientrarono a Roma da Rodi per ottenere l'abilitazione al volo con gli S.M.82 presso l'aeroporto di Ciampino; i capi equipaggio designati erano Muti (con il capitano Moci al suo fianco), il tenente colonnello Fortunato Federigi, il capitano Mayer e il capitano Antonio Zannetti. Il 14 ottobre i quattro apparecchi si trasferirono in volo da Ciampino a Gadurrà, con la previsione di partire per Manama entro un paio di giorni sfruttando la concomitante Luna piena per condurre un attacco notturno. Nei giorni seguenti, tuttavia, un forte vento interessò la zona di Gadurrà rendendo impossibili i decolli dal lato della pista affacciato direttamente sul mare, del tutto privo di ostacoli; le partenze rimanevano possibili dal lato opposto della pista, affacciato sull'entroterra di Rodi, ma ciò richiedeva una virata di 180° subito dopo il decollo per evitare le vicine colline. Si temeva che per i sovraccarichi S.M.82 una simile manovra fosse impossibile, ma Moci, il pilota del gruppo con maggiore esperienza sull'apparecchio, condusse una serie di prove di decollo con l'aereo dotato di carichi progressivamente crescenti, dimostrando la fattibilità della virata. Alla fine, il via libera alla missione venne dato la sera del 18 ottobre 1940.

## Il raid

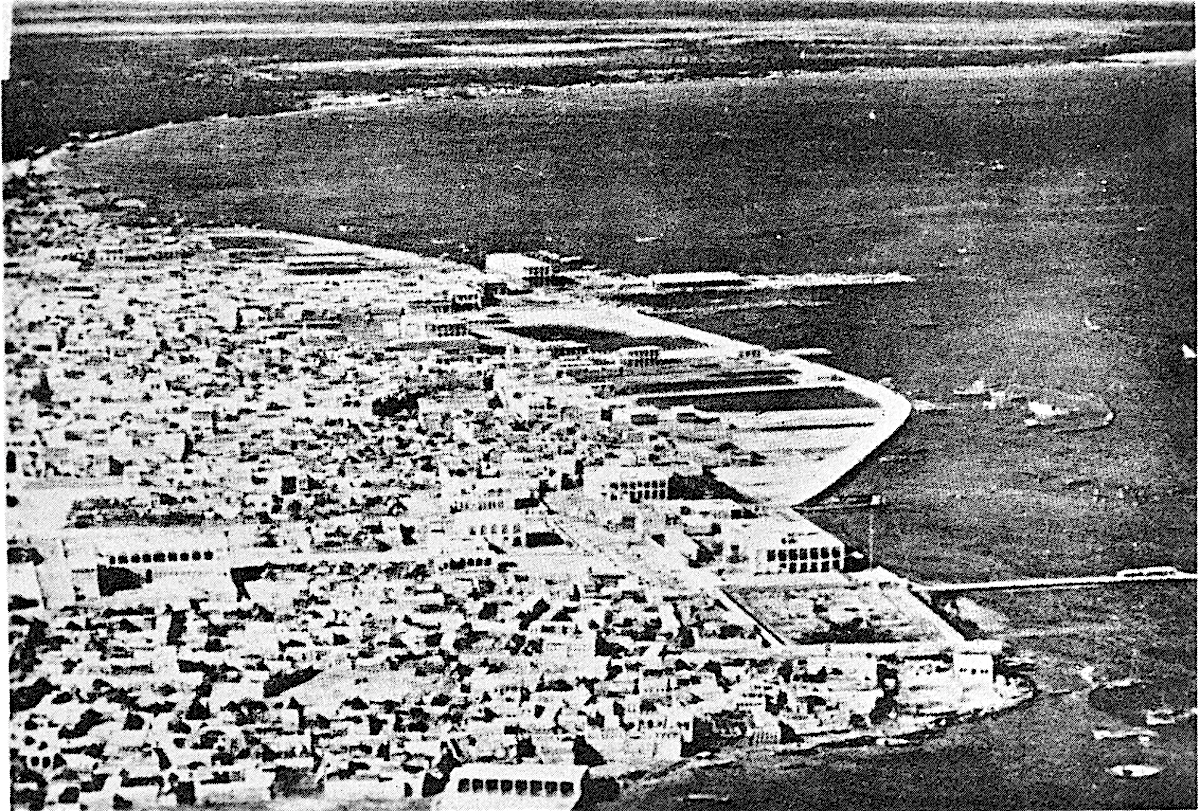
Veduta aerea di Manama negli anni 1930

I quattro S.M.82 decollarono da Gadurrà alle 17:10 del 18 ottobre, facendo rotta verso est; alle 18:35 venne raggiunta la quota di volo prescelta di 3 000 m (9 843 ft), che consentì di passare sopra a un grosso banco di nubi a carattere temporalesco. Lasciatasi Cipro sulla sinistra, i velivoli sorvolarono Beirut alle 20:00 e, una ventina di minuti dopo, Damasco, ultimi punti di riferimento visibili prima di intraprendere il sorvolo del Deserto siriano; la presenza di una foschia progressivamente crescente rese difficoltoso per i velivoli mantenere la formazione, e l'apparecchio del capoformazione Muti dovette più volte emettere brevi segnali radio per consentire ai gregari di seguirlo tramite i loro radiofari. Alle 00:24 del 19 ottobre la formazione italiana giunse in vista della costa del Golfo Persico, piegando verso sud-est alla volta del Bahrein; a partire dalle 01:00, con la foschia ancora in aumento, i velivoli scesero progressivamente a un'altitudine di 1 500 m (4 921 ft) per mantenere il contatto visivo con il terreno, ma anche in questo modo l'apparecchio del colonnello Federigi perse il contatto con il resto della formazione.
La formazione giunse in vista delle isole del Bahrein intorno alle 02:00, guidata dalla luce di alcuni fari ancora in funzione. I britannici non si aspettavano alcun attacco: a Manama non era imposto alcun oscuramento, e tanto la città quanto le raffinerie erano illuminate a giorno; sentendo il rumore di velivoli in avvicinamento, il locale aeroporto accese tutte le luci della pista, ritenendo gli apparecchi in arrivo senz'altro come amici. Alle 02:20 tre degli S.M.82 giunsero in vista della raffineria, iniziando subito il bombardamento; il velivolo del colonnello Federigi, attardato e separato dalla formazione, scambiò per Manama la vicina città di Dhahran nella neutrale Arabia Saudita e sganciò lì il suo carico di bombe. I velivoli italiani lanciarono un totale di 132 ordigni da 15 chilogrammi ciascuno: fu scelto deliberatamente di lanciare molti ordigni piccoli piuttosto che poche bombe di grosso peso per aumentare la diffusione dei danni agli obiettivi.
Non è del tutto chiaro quanti danni l'incursione abbia effettivamente causato: fonti italiane sostengono che l'incursione danneggiò seriamente le strutture di raffinazione di Manama, ma fonti britanniche indicano invece come insignificanti i danni inflitti dal bombardamento, in particolare perché i velivoli italiani focalizzarono la loro attenzione sulle appariscenti fiammate delle torri di scarico dei gas, che alcuni giorni prima erano state spostate più lontano dalle installazioni della raffineria vera e propria. Anche a Dhahran i danni furono minimi: una bomba tagliò una conduttura dell'acqua e un'altra perforò una linea dell'oleodotto, ma per il resto gli ordigni esplosero inoffensivi in pieno deserto. A essere scosso dal bombardamento fu più che altro il morale dei britannici: come rilevato anche dall'intelligence italiana, per diversi giorni dopo l'incursione i velivoli della Royal Air Force si impegnarono in intensi pattugliamenti delle acque del Golfo Persico alla ricerca di sommergibili o idrovolanti italiani, ritenuti gli autori del bombardamento. Le forze armate britanniche, già sotto pressione, dovettero distogliere varie risorse per aumentare le difese delle loro installazioni nel Golfo Persico, ma l'afflusso del petrolio del Bahrein al Regno Unito non conobbe soste.

## Conseguenze
Subito dopo il bombardamento i velivoli italiani si riunirono in formazione e piegarono verso sud-ovest alla volta dell'Africa Orientale, risalendo alla quota di 3.000 metri che garantiva un minor consumo di carburante. Il volo sopra il deserto arabico fu senza problemi e, alle 07:30, gli aerei giunsero in vista della costa del Mar Rosso; i velivoli dovettero rinunciare a dirigere su Massaua perché informati che la base era sotto attacco da parte di aerei britannici, e la formazione modificò quindi la rotta per dirigere sulla base aerea di Zula scendendo a una quota radente al mare per evitare eventuali intercettamenti da parte di caccia britannici. Agevolati dai venti favorevoli, gli S.M.82 atterrarono quindi incolumi a Zula alle 08:45 con un'autonomia residua di circa 30 minuti di volo. La missione era durata in tutto 15 ore e 35 minuti per circa 4.100 chilometri di percorrenza attraverso tre continenti: gli apparecchi erano decollati dall'Europa, avevano attaccato obiettivi in Asia ed erano atterrati infine in Africa. Fu la missione di attacco aereo a più lungo raggio condotta dall'Aeronautica italiana nel corso della guerra, nonché il raid in formazione condotto a più lunga distanza dalle forze aeree dei due contendenti nei teatri di guerra europei e africani.
A Zula gli equipaggi furono salutati dal viceré d'Etiopia Amedeo di Savoia-Aosta. La sera del 23 ottobre i quattro S.M.82 decollarono da Massaua per il volo di rientro in Italia: bombardate strada facendo le installazioni britanniche di Port Sudan, i velivoli diressero attraverso fitti strati di nubi verso l'Aeroporto di Benina vicino a Bengasi dove atterrarono alle 04:05 del 24 ottobre; nello stesso giorno, gli apparecchi compirono l'ultimo balzo alla volta di Ciampino, dove furono accolti dal generale Aldo Urbani, capo di gabinetto del capo di stato maggiore dell'aeronautica.